# ژرنوونیک
ژرنوونیک (به چکی: Žernovník) یک منطقهٔ مسکونی در جمهوری چک است که در شهرستان بلانسکو واقع شده‌است. ژرنوونیک ۲٫۸۷ کیلومتر مربع مساحت و ۱۹۶ نفر جمعیت دارد و ۴۰۹ متر بالاتر از سطح دریا واقع شده‌است.